# Insula
Insula (lat. Cortex insularis) er en region af neokortex hos pattedyr.
Hos mennesket findes Insula som et trekantet område af hjernebarken profund (dybtliggende) for temporallappen, fuldt omsluttet af sulcus lateralis (sulcus, fure).
Selvom Insulas funktion ikke er fuldstændig kortlagt, er der forskning der knytter Insula til nociception ("smertematrix"), puritus (kløe) og afhængighed.